# 梅村妃奈子
梅村 妃奈子（うめむら ひなこ、1991年3月13日 - ）は、日本の女性ドラマー、声優である。
ガールズバンド・SILENT SIRENの元メンバー。東京都生まれ。血液型はA型。身長は164 cm。愛称はひなんちゅ。

## 来歴
ジャカルタ日本人学校、中央大学杉並高等学校を経て、中央大学文学部人文社会学科社会情報学専攻を卒業。2011年にはミス中央大学コンテストにエントリーし、ファイナリストまで残った。
兵庫県に引っ越した後、インドネシアに移り住み、同国で中学時代を過ごした帰国子女である。そのため、インドネシア語を話せる。
スカウトがきっかけで芸能界に興味を持つようになり、高校3年生の終わり頃から専属モデルとして活動を始める。雑誌『CUTiE』で2013年4月号まで専属読者モデルを務める。ROCKETMAN（ふかわりょう）プロデュースの音楽グループCOSMETICSの第2期生としても活動していた。
5歳から15歳まで10年間、毎週習い事としてヴァイオリンのレッスンを受けていた。ずっとやめたかったが、親の意向をくんで中学3年生までは続けると決意していた。
中学生の頃からバンドを組みたいと思うようになっていたが、インドネシアではすぐにバンドを組める状況になく、とりあえず何か楽器を始めることにした。ヴァイオリンのこともあり弦楽器ではないドラムを選び、中学2年生のときに独学で練習し始めた。日本に帰国後、軽音楽部のある学校を受験し、高校1年生でガールズバンドを組み、GO!GO!7188とグリーン・デイのコピーをしていたが、軽音楽部が活動停止になってしまった。新しいバンドを組み、JUDY AND MARYなどのコピーをしていたが、2年生の秋頃には自然消滅した。大学に入学し吉田菫（すぅ）と出会い、SILENT SIRENとして再びバンドをすることになるまで、1年ほどドラムに触れていなかった。
2020年にはブシロードによるメディアミックスプロジェクト『D4DJ』にて高尾灯佳役を担当し、声優デビューを果たした。
2021年9月25日、「きららリベンジ〜サイサイ10歳祭〜」をもってSILENT SIRENを脱退。メンバーへの脱退の報告はライブの約1週間前と急なタイミングだったという。
2022年6月10日、同日18時を以って11年4カ月続けてきた自身のTwitterを閉鎖、アカウントごと消去すると宣言した。「自分の思いを伝えたり大切な告知やファンのみんなとの交流の場として長年大切にしていたTwitterだからこそ、自分の中で消化しきれなくなった」と、心情をInstagramに綴っている。
同年9月26日、Instagramを10月から非公開アカウントにするとした上で、「今後みんなの前（表舞台）に立つことはほぼないに等しいと思います」と述べた。なお、高尾灯佳に対する扱いに関しては明らかにされていない。

## 人物
3人兄妹の長女（弟と妹がいる）。
音楽的ルーツはB'z、サザンオールスターズ、椎名林檎。好きな邦楽バンドは、小学4年生のときに初めてライブに連れて行ってもらったB'z、インドネシアで過ごした中学時代に邦楽では唯一聴いていたBUMP OF CHICKEN、高校時代に友人の影響で聴くようになったKen Yokoyama、locofrank、Hi-STANDARD、Hawaiian6、PINKLOOP、10-FEETなど。特にBUMP OF CHICKENは、一番影響を受けたアーティストとして名前を挙げている。またインドネシアで育った影響で、アヴリル・ラヴィーン、リンキン・パーク、ミューズ、カサビアン、マルーン5、グリーン・デイ、オアシス、父親が聴いていたサンタナなどのベーシックな洋楽をずっと聴いていた。J-POPよりはロックが好みと語っている。
AKB48の柏木由紀と交友関係がある。また、TBSアナウンサーの国山ハセンは高校と大学の同級生にあたる。
ペット看護士資格と上級ペット看護士資格を所持しており、バンドの売上の一部を保護猫団体に寄付するプロジェクト「HORS MIC」を立ち上げた。
無宗教だが仏教の考えが好きと述べている。

## 作品

### 楽曲提供
| 歌手名 | 年     | タイトル         | 備考 |
| ------ | ------ | ---------------- | ---- |
| BmF    | 2021年 | 僕らのストーリー | 作詞 |

## 出演

### テレビ番組
- 関ジャニの仕分け∞[23]（2013年1月19日、テレビ朝日）
- 今夜くらべてみました（2021年2月10日、日本テレビ）

### ウェブ番組
- カンニング竹山の土曜The NIGHT（2020年8月8日、ABEMA）

### CM
- はごろもシーチキン

### テレビアニメ
- D4DJ First Mix（2020年 - 2021年、高尾灯佳）[12]

### ゲーム
- D4DJ Groovy Mix（2020年、高尾灯佳）